# ロボコップ2
『ロボコップ2』 (RoboCop 2) は、1990年公開のアメリカ合衆国の映画。1987年公開の映画『ロボコップ』の続編である。監督はアーヴィン・カーシュナー。

## あらすじ
近未来の犯罪都市デトロイトでは、「ヌーク」と呼ばれる新型の麻薬が蔓延し、麻薬更生施設が爆破されたり、麻薬撲滅を訴えた長官が犯罪組織から狙撃されたりする事件が発生していた。取り締まるべきデトロイト市警察は、私企業であるオムニ社との労使交渉のためにストライキ権を発動する始末で、街の至る所で犯罪が行われ、子供でさえも集団強盗に手を染める有様となっていた。治安対策としてオムニ社はロボコップ（アレックス・マーフィ）よりも強力で忠実なロボコップ2号機の開発を進めていたが、殉職した警官をベースにした試作機が、精神の重圧に耐えられず相次いで自殺するという問題に悩まされていた。オムニ社の新スタッフで心理学者でもあるジュリエット・ファックス博士は、「機械の身体を受け容れるのは警官よりも、むしろ力に憧れる犯罪者だ」と主張。彼女は色仕掛けでオールドマン会長を懐柔し、ドナルド・ジョンソン副社長を出し抜いて開発の主導権を握る。
一方、ロボコップは相棒のアン・ルイス巡査と共に、ヌーク教団のボスであるケインを追っていた。しかし、ケインと部下の少年ホブ・ミルズの罠により、彼は身体をバラバラに解体される災難に遭う。更にオムニ社にて修復時に、ファックスの差し金によって無用なプログラムを入力され、役立たずと化してしまう。ロボコップの異変に気づいたルイスの協力でそのことを悟った彼は、自身に高電圧を流してプログラムを消去する。勇敢なその出来事をきっかけに警官達はストライキを止め、ロボコップは奮起した警官達と共にヌーク教団のアジトを強襲し、ケインに重傷を負わせて逮捕する。
病院に搬送された瀕死のケインは、彼が死亡したと虚偽報告をしたファックスにより生命維持装置を切られて死亡。すぐに脳と脊髄を摘出され、ロボコップ2号機の頭脳に利用される。自身もヌーク中毒者だったロボコップ2号機（ケイン）は、ファックスにヌークを見せつけられ彼女に服従させられる。そして、デトロイト市の開発を巡ってオムニ社と対立関係にある市側が、社からの借入金を返済できないままにするため、オムニ社幹部らはマーヴィン・キューザック市長の動向を探るべく、ファックスの提案で2号機を出動させる。2号機は市長の行き先を突き止めると誰彼見境なしに乱射して暴れ、市の負債を肩代わりする見返りの取引として市長からヌークの黙認を得ようとした仲間のアンジーやホブ達をも惨殺する。市長1人が辛くも逃げ出せたその現場にやってきたロボコップは、瀕死のホブからケインの仕業だと知らされる。
やがて華々しく開催された発表記者会見場でロボコップ2号機を披露したオールドマン会長が、犯罪撲滅を旗印にヌークを取り出して演説を始める。そのヌークを見た瞬間、禁断症状で2号機が暴れ出した。慌てたファックスがリモコンを操作するが制御できず、その会場に駆けつけていたロボコップが2号機を成敗しようとする。ファックスからリモコンを奪い取って安全装置を解除した2号機はさらに暴走し、街中がパニックになる中、記者や警官、市民達を次々と虐殺。それに立ち向かうロボコップとの激戦を繰り広げる。死闘の末、ロボコップは2号機からケインの脳髄を引きずり出し、叩き潰し粉砕した事で2号機は機能を停止。辛くも勝利を収めた。
街中を戦場としてしまった原因を作ったオムニ社は、世間からの責任問題追及が大問題に発展することを回避するため、ジョンソン副社長の提案により、社の意思に逆らった一社員ファックスが勝手にケインの生体を使ったことにする方向で会長も承諾する。そうとは知らずに以前のように媚びを見せて駆け寄るファックスを連れ、オールドマン会長は外に出ると転がる死体の上を平気で跨ぎ、群がる報道陣を黙殺して車に乗って去っていった。その様子に憤慨するルイスに対して、ロボコップは「堪えろルイス。我々は人間だ。」と言い自ら頭部のネジを締め直した。

## 登場人物

### 主要人物
アレックス・マーフィ / ロボコップ（Alex Murphy / RoboCop）
演：ピーター・ウェラー
主人公。前作同様、犯罪撲滅のために活躍するが、待遇の改善を訴える同僚の警官からはスト破りの裏切り者として嫌われ、人間だった時に妻だったエレンに対する思いから、妻の引越し先を車で何度も見に行くなど、苦悩する複雑な立場に立たされていた。
アン・ルイス（Anne Lewis）
演：ナンシー・アレン
ヒロイン。ロボコップの相棒。

### OCP（オムニ社）
ジュリエット・ファックス博士（Juliette Faxx）
演：ベリンダ・バウアー
オムニ社開発部顧問の心理学者。ロボコップ2号機のベースとして犯罪者を起用するよう会長に提案し、開発の主導権を握る。やがて麻薬中毒者でもある後述の犯罪者ケインに目をつけ、彼の頭脳を2号機の素体に使用する。ラストに騒動の責任を押しつけられる事を窺わせる描写は存在するが、具体的な処遇は不明。
オールドマン会長（Old Man）
演：ダン・オハーリー
オムニ社会長。前作では厳格ながらも良識のある人物だったが、野心家の黒幕として描かれている。デトロイトをオムニ社の掌中に収めようと目論む。
ドナルド・ジョンソン（Donald Johnson）
演：フェルトン・ペリー
オムニ社副社長。会長の腰巾着だが、良識のある人物。前作ではモートンの同僚だった人物。
ホルツガング（Holzgang）
演：ジェフ・マッカーシー
オムニ社の弁護士。ロボコップやリンダ、警察官達に対して嫌味な態度で接する。
シェンク博士（Schenk）
演：ジョン・ドリトル
オムニ社の科学者。9000万ドルの資金を使用し、ロボコップ2号機の開発を行うが失敗に終わる。その後、ファックス博士に開発責任者の座を奪われ、彼女の部下としてこき使われる。
リンダ・ガルシア（Linda Garcia）
演：パトリシア・シャーボノー
オムニ社の技術者。警察署にてロボコップの保守を担当する。
タク・アキタ（Tak Akita）
演：ツィ・マー
オムニ社の技術者で、リンダの補助を行う。

### ヌーク教団
ケイン / ロボコップ2号機（Cain / RoboCop 2）
演：トム・ヌーナン
ヌーク教団リーダー。新型麻薬「ヌーク」をデトロイトに流通させる。
ホブ・ミルズ（Hob Mills）
演：ガブリエル・デーモン
ケインの部下で12歳の少年。ヌークの売買や交渉を仕切る。幼いながらも冷酷さと狡猾さを併せ持っている。ケインが逮捕された事でリーダーに成り上がるが、市長との取引の場に乗り込んで来たロボコップ2号機の襲撃を受け致命傷を負う。後からやってきたロボコップにケインの強大さを伝えると、看取られながら命を落とす。
アンジー（Angie）
演：ガリン・ゴルグ
ケインの愛人。ロボコップと二度目の戦闘から逃亡する際、ケインを救出するようホブに主張するが、彼にヌークをチラつかされて断念する。その後、取引の場に乗り込んで来たロボコップ2号機の襲撃を受け、それがケインである事に気付いて再会を喜ぼうとした所で殺害される。
カッツォ（Catzo）
演：マイケル・メディロス
ケインの部下で無口の男。死亡シーンは無いが、アジト襲撃後は登場しない。
フランク（Frank）
演：フランク・ミラー
ケインの部下で化学者。アジト内のトレーラーにて「ヌーク」の製造を担当していた。ロボコップら警察がアジトに突入してきた際に、時限爆弾によりトレーラーごと爆死する。

### デトロイト市警
ウォーレン・リード巡査部長（Warren Reed）
演：ロバート・ドクィ
ロボコップやルイスの上司。
ダフィ巡査（Duffy）
演：スティーブン・リー
デトロイト市警の警官だが、ヌーク中毒者。教団とも繋がりを持つ。警察情報を組織に売り渡した事が発覚した事でロボコップから制裁を交えた取り調べを受けて逮捕、入院する。その後、ケイン達に連れ出されたものの、組織の情報を白状した事で生きたまま解剖され死亡する。
エステべス巡査（Estevez）
演：ワンダ・デ・ジーザス
女性警官。無用なプログラムを入力されたロボコップに好感を示していた。
ウィテカー巡査（Whitakker J.）
演：ロジャー・アーロン・ブラウン
多数の警官と共にオムニ社に対して労働条件の改善を求めてストライキを行う。
ステフ巡査（Stef）
演：マーク・ロルストン
ウィテカー同様にストライキを行う。ストに参加しないロボコップに対して、裏切り者と言い放つ。

### 民間人
マーヴィン・キューザック市長（Marvin Kuzak）
演：ウィラード・E・ピュー
デトロイト市長。オムニ社に3700万ドルの借金をしている。デトロイトを乗っ取ろうとする会長を始めとするオムニ社に対して嫌悪感を抱いている。口先だけで中身のない無能な人物。組織を乗っ取ったホブから取引を持ちかけられ、相手が犯罪者と薄々気付きながらも金に目が眩んで応じようとする。その取引の最中、ロボコップ2号機に襲撃を受けながらも排水溝に飛び込んだ事で間一髪、難を逃れた。
ポロス市会議員（Poulos）
演：フィル・ルーベンスタイン
キューザック市長と行動を共にするデトロイト市会議員。市長がヌーク教団と取引を行うことをオムニ社に密告し内通する。しかし、教団との取引の場にも市長に同行していたため、ロボコップ2号機に見境なく射殺される。
エレン・マーフィ（Ellen Murphy）
演：アンジー・ボーリング
アレックス・マーフィの元妻。ロボコップが毎日自宅付近を車で通ることから、彼が亡き夫なのではないかと疑念を深める。夫の再生と信じたロボコップとの面会時に、自分はあなたのご主人マーフィに似せて作られただけのロボットで「あなたのご主人は死にました」と彼に言われて悲嘆に暮れる。
トム・デラニー弁護士（Tom Delaney）
演：ケン・ラーナー
エレン・マーフィの弁護士。
“マグナボルト”のセールスマン（MagnaVolt salesman）
演：ジョン・グローヴァー
自動車盗難防止装置「マグナボルト」のCM出演者。
ジェス・パーキンス（Jesse Perkins）
演：リーザ・ギボンズ
「メディアブレイク」に出演する女性キャスター。
ケイシー・ウォン（Casey Wong）
演：マリオ・マシャード
「メディアブレイク」に出演する男性キャスター。

## キャスト
| 役名                              | 俳優                         | 日本語吹替                                     | 日本語吹替 | 日本語吹替                   | 日本語吹替 |
| 役名                              | 俳優                         | テレビ朝日版                                   | ソフト版1  | ソフト版2                    | 機内上映版 |
| --------------------------------- | ---------------------------- | ---------------------------------------------- | ---------- | ---------------------------- | ---------- |
| アレックス・マーフィ / ロボコップ | ピーター・ウェラー           | 磯部勉                                         | 谷口節     | 菅原正志                     | 郷里大輔   |
| アン・ルイス                      | ナンシー・アレン             | 小宮和枝                                       | 小宮和枝   | 大坂史子                     |            |
| ジュリエット・ファックス博士      | ベリンダ・バウアー           | 藤田淑子                                       | 幸田直子   | 五十嵐麗                     |            |
| オールドマン会長                  | ダン・オハーリー             | 内田稔                                         | 大木民夫   | 青山穣                       |            |
| ケイン / ロボコップ2号機          | トム・ヌーナン               | 千田光男                                       | 仁内建之   | 青山穣                       |            |
| ホブ・ミルズ                      | ガブリエル・デーモン         | 折笠愛                                         | 松本梨香   | 五十嵐麗                     |            |
| アンジー                          | ガリン・ゴルグ               | 高島雅羅                                       | 弘中くみ子 | 鈴鹿千春                     |            |
| マーヴィン・キューザック市長      | ウィラード・E・ピュー        | 江原正士                                       | 石丸博也   | 吉田孝                       |            |
| ウォーレン・リード巡査部長        | ロバート・ドクィ             | 藤本譲                                         | 藤本譲     | 相沢正輝                     |            |
| ドナルド・ジョンソン              | フェルトン・ペリー           | 秋元羊介                                       | 有本欽隆   | 相沢正輝                     |            |
| ホルツガング                      | ジェフ・マッカーシー         | 有本欽隆                                       | 千田光男   | 北川勝博                     |            |
| ステフ巡査                        | マーク・ロルストン           | 小室正幸                                       | 千田光男   | 河相智哉                     |            |
| ダフィ巡査                        | スティーブン・リー           | 辻親八                                         | 広瀬正志   | 石川ひろあき                 |            |
| ポロス市会議員                    | フィル・ルーベンスタイン     | 増岡弘                                         | 神山卓三   | 石川ひろあき                 |            |
| エレン・マーフィ                  | アンジー・ボーリング         | 滝沢久美子                                     | 横尾まり   |                              |            |
| ジェス・パーキンス                | リーザ・ギボンズ             | 叶木翔子                                       | 横尾まり   |                              |            |
| ケイシー・ウォン                  | マリオ・マシャード           | 田原アルノ                                     |            | 相沢正輝                     |            |
| シェンク博士                      | ジョン・ドリトル             | 西村知道                                       | 藤城裕士   | 樫井笙人                     |            |
| リンダ・ガルシア                  | パトリシア・シャーボノー     | 安達忍                                         | 安達忍     |                              | 紗ゆり     |
| ウィテカー巡査                    | ロジャー・アーロン・ブラウン | 金尾哲夫                                       | 稲葉実     | 鈴木正和                     |            |
| チェト                            | トーマス・ロザンスJr.        | 小室正幸                                       | 石丸博也   | 樫井笙人                     |            |
| タク・アキタ                      | ツィ・マー                   | 星野充昭                                       | 古田信幸   | 鈴木正和                     |            |
| “マグナボルト”のセールスマン      | ジョン・グローヴァー         | 有本欽隆                                       | 有本欽隆   | 吉田孝                       |            |
| トム・デラニー弁護士              | ケン・ラーナー               | 田原アルノ                                     | 大山高男   | 樫井笙人                     |            |
| ダフィを切り付ける医者            | ゲイリー・ブロック           | 登場シーンカット                               | 大山高男   | 河相智哉                     |            |
| その他                            | N/A                          | 幹本雄之 沢木郁也 古田信幸 種田文子 喜田あゆ美 | 火野カチ子 | 小川智子 加藤沙織 吉岡久仁子 |            |
|                                   |                              |                                                |            |                              |            |
| 演出                              |                              | 伊達康将                                       |            |                              |            |
| 翻訳                              |                              | 平田勝茂                                       | 岩佐幸子   | ホンダ・ミツコ               |            |
| 効果                              |                              | リレーション                                   |            |                              |            |
| 調整                              |                              | 荒井孝                                         |            |                              |            |
| プロデューサー                    |                              | 山田ゆみ子                                     |            |                              |            |
| 解説                              |                              | 淀川長治                                       |            |                              |            |
| 制作                              |                              | 東北新社                                       |            |                              |            |
| 初回放送                          |                              | 1993年4月11日 『日曜洋画劇場』 21:02-22:54     |            |                              |            |

- ソフト版1：VHS、20世紀フォックス版DVDに収録

※DVDのジャケットにはカルチュア・パブリッシャーズ版のキャストが記載されているが、実際にはこちらが収録されている。
- ソフト版2：1999年発売のカルチュア・パブリッシャーズ版DVD（廃盤）に収録

## スタッフ
- 視覚効果：ティペット・スタジオ
- 音楽：レナード・ローゼンマン

## 漫画作品
日本において、本作のコミカライズが『月刊アニマルハウス』誌1990年8月号～11月号に掲載。作画は西野公平。

## ゲーム
データイースト開発のベルトスクロールアクションゲームが1991年から稼働。